# Foucaucourt-en-Santerre
Foucaucourt-en-Santerre é uma comuna francesa na região administrativa de Altos da França, no departamento de Somme. Estende-se por uma área de 6,91 km². Em 2010 a comuna tinha 259 habitantes (densidade: 37,5 hab./km²).